# OnlyOffice
OnlyOffice (Eigenschreibweise: ONLYOFFICE) ist eine freie und quelloffene Office-Suite und ein Ökosystem von Anwendungen für die Zusammenarbeit. Das Projekt ONLYOFFICE wurde von der Firma Ascensio System SIA in Russland entwickelt, der Sitz des IT-Unternehmens befindet sich jedoch in Riga, Lettland, ist jedoch mehrheitlich in russischer Hand und unterfällt dem europäischen Sanktionsregime gegen Russland. Ursprünglich diente ONLYOFFICE der teaminternen Zusammenarbeit. Die Bandbreite an Anwendungen umfasst Online-Editoren für Textdokumente, Tabellenkalkulationen, Präsentationen, Formulare und PDF namens OnlyOffice Docs sowie die raumbasierte Kollaborationsplattform OnlyOffice Docspace.
OnlyOffice wird als SaaS-Lösung oder als Installation für die Bereitstellung im privaten Netzwerk ausgeliefert.

## OnlyOffice Workspace
OnlyOffice ist in mehrere Module unterteilt: Dokumente, CRM, Projekte, E-Mail, Community, Kalender und Chat.
Das Modul Dokumente ist ein zentrales Dokumentenmanagementsystem. Es ermöglicht die Verwaltung von Zugriffsrechten mit vier verschiedenen Arten von Rechten (Voller Zugriff, Review, Lesen und Zugriff verweigern); Verwalten von Versionen und Revisionen der Dokumente; Integration von Drittanbieter-Cloud-Speichern wie Box, Dropbox, Google Drive, Nextcloud, OneDrive oder OwnCloud. Ein integrierter Mediaplayer ermöglicht das Abspielen von Audio- und Videodateien direkt in der Cloud (Unterstützung für diverse Audio- und Video-Formate).
Das Modul Projekte wird für die Verwaltung von Projektphasen verwendet: Planung, Teamleitung und Delegierung von Aufgaben, Überwachung und Berichterstattung. Das Modul enthält auch ein Gantt-Diagramm für die Veranschaulichung der Entwicklung der Projekte in unterschiedlichen Phasen. Das Modul wird durch die App „OnlyOffice Projects“ für iOS und Android ergänzt.
Das Modul CRM ermöglicht die Verwaltung der Kundendatenbank, Erstellung der Verkaufschancen und Aufgaben. Dieses Modul bietet auch eine Möglichkeit zur Erstellung von Rechnungen.
Das Modul E-Mail vereinigt den Mail-Server für die Erstellung eigener Domain-Mailboxen und den Mail-Aggregator für die zentrale Verwaltung von mehreren Mailboxen.
Das Modul Kalender ermöglicht das Erstellen von persönlichen und firmeninternen Ereignissen, Abgabeterminen in Projekten und CRM, den Versand und Empfang von Einladungen und Veranstaltungen. Der Kalender kann mit Kalendern von Drittherstellern, die iCal unterstützen, integriert werden.
Das Modul Community bietet Funktionen für das Unternehmensnetzwerk: Umfragen, Abstimmungen, Führung von Blogs und Foren, aktuelle Nachrichten, Lesezeichen und Messenger.
Die Benutzeroberfläche von OnlyOffice ist in 25 Sprachen verfügbar.

## Technologie
Die Lösung basiert technisch auf drei Komponenten: Document Server, Community Server und Mail Server.
Der Document Server enthält Editoren für Texte, Tabellen und Präsentationen und ist in JavaScript mit HTML5 Canvas Element geschrieben. Der Community Server schließt alle Funktionsmodule von OnlyOffice ein. Er ist in ASP.NET für Windows und auf Mono für Linux und Distributionen geschrieben. Der Mail Server umfasst eine Reihe von Komponenten, die das Erstellen von korporativen Mailboxen mithilfe der standardmäßigen oder benutzerdefinierten Domänennamen ermöglichen. Der Mail Server basiert auf dem iRedMail Paket, das aus Postfix, Dovecot, SpamAssassin, ClamAV, OpenDKIM, Fail2ban besteht.

## OnlyOffice Docs
OnlyOffice Docs ist eine auf einem Server laufende Komponente, die die Bearbeitung von Dokumenten im Webbrowser erlaubt. Es enthält dafür:
- Dokumenteditor (Stil- und Formatierungswerkzeuge, Objekte, Inhaltsverzeichnis, Lesezeichen, Dokumentenvergleich, Seriendruck usw.)
- Tabellenkalkulationseditor (über 400 Funktionen und Formeln, Tabellenvorlagen, benannte Bereiche, Diagramme, Gleichungen, Pivot-Tabellen, bedingte Formatierung, Makros usw.)
- Präsentationseditor (Formatierungstools, Objekte, Style-Optionen, Übergänge, Animationen, Präsentationsmodus)
- PDF-Editor (Textanmerkungen, einschließlich Hervorheben, Unterstreichen, Durchstreichen; Kommentare, Freihandzeichnungen)
- Formularerstellung und -ausfüllung (mehrere ausfüllbare Felder, erweiterte Feldeigenschaften, Export in PDF)

Die Editoren umfassen in etwa die gleichen Funktionen wie Word, Excel und PowerPoint. Anders als die Microsoft-Anwendungen erlaubt OnlyOffice die Zusammenarbeit an den Dokumenten in Echtzeit. Daneben können auch getrennt bearbeitete Dokumente zu einem gemeinsamen zusammengeführt werden.

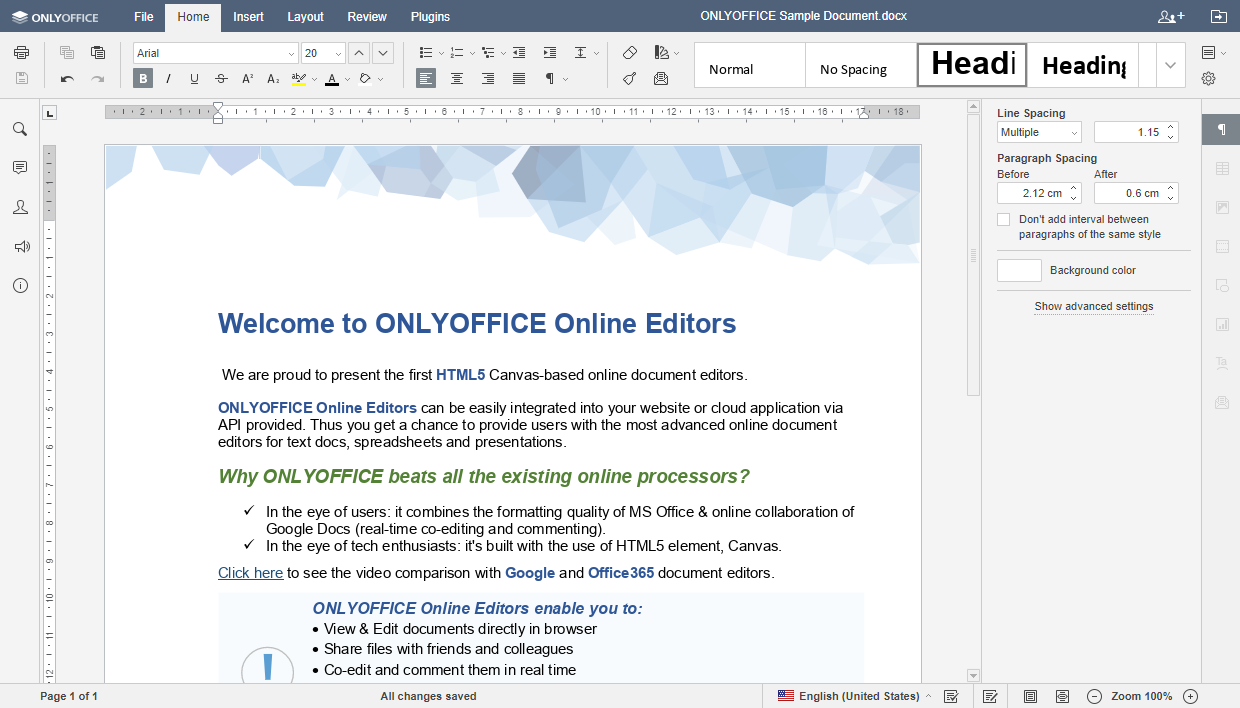
ONLYOFFICE Online-Editor für Dokumente
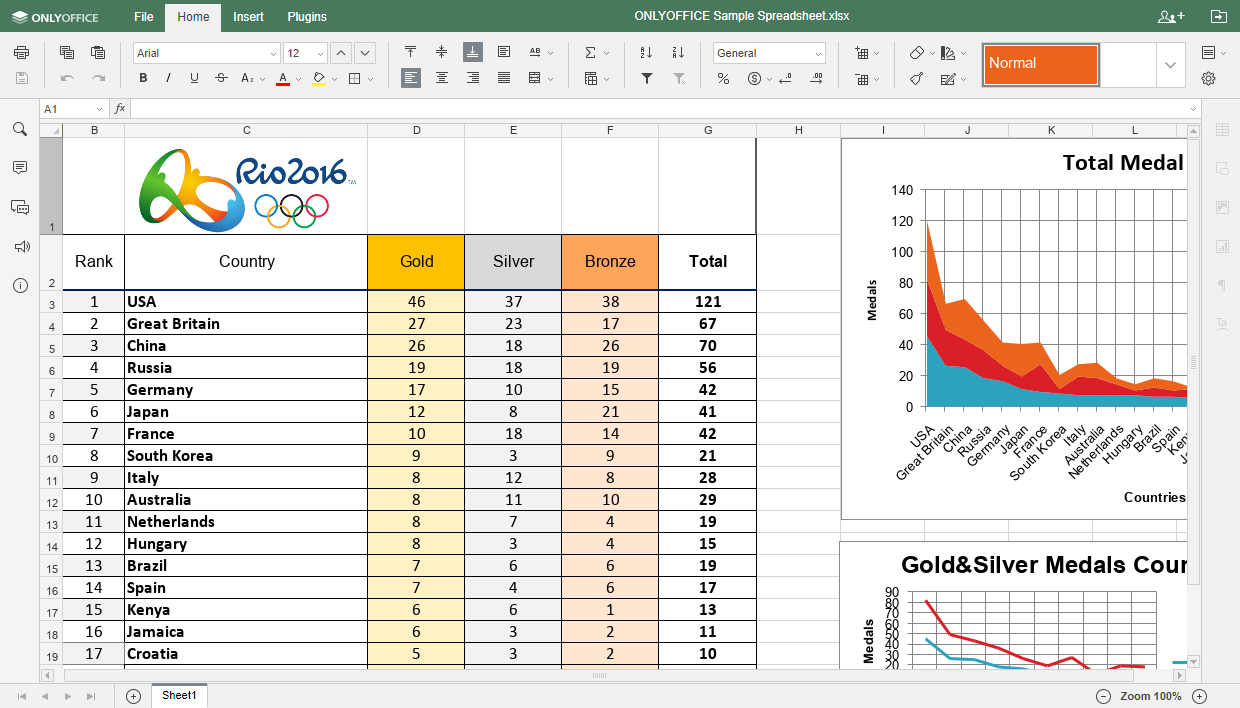
ONLYOFFICE Online-Editor für Tabellen
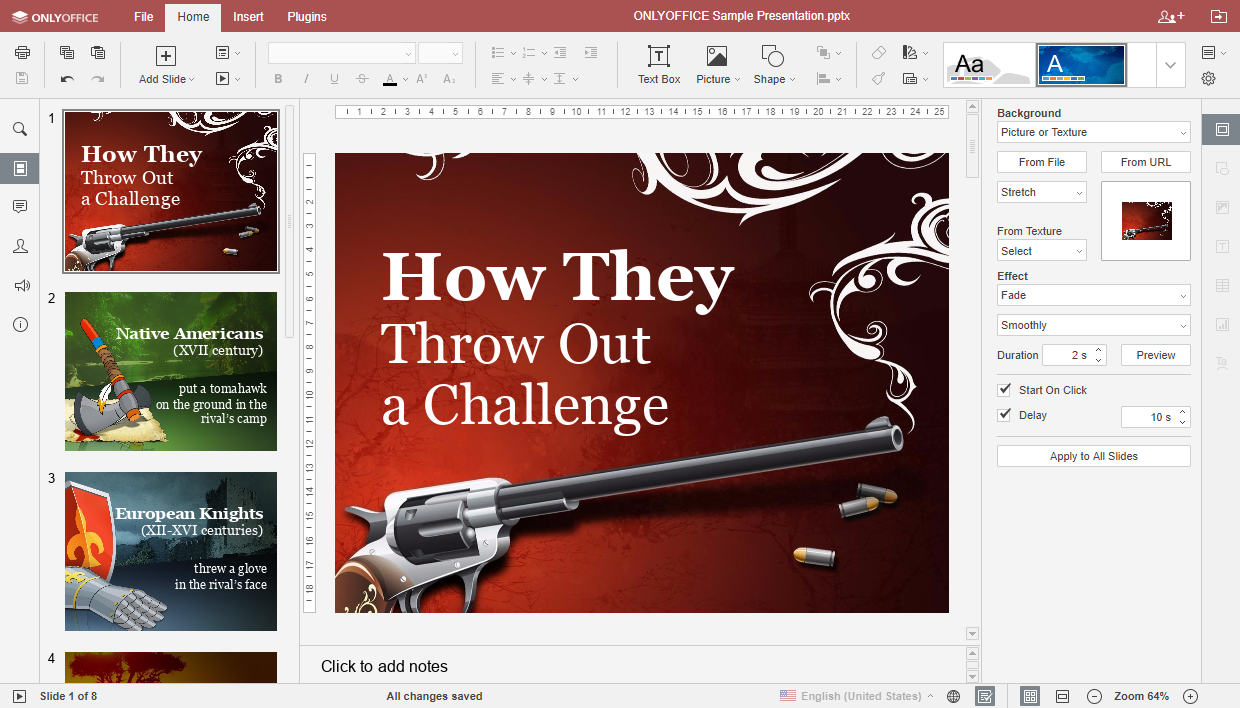
ONLYOFFICE Online-Editor für Präsentationen

Die Beta-Version der OnlyOffice-Online-Editoren wurde auf der Cebit 2012 in Hannover vorgestellt. Das Produkt wurde in JavaScript mit dem Canvas-Element von HTML5 geschrieben.
OnlyOffice ermöglicht dadurch einheitliche Darstellung und Formatierung unabhängig von Browser und Betriebssystem. Die Nutzung von Canvas-Elementen in den Online-Editoren ermöglicht zudem einige Funktionen, die bisher nur in Desktop-Anwendungen verfügbar waren: Unterstützung der ausgereiften Formatierung; mehrseitige Dokumente. Das interne Format von OnlyOffice-Dateien basiert auf dem Dateiformat Office Open XML (DOCX, XLSX, PPTX). Andere Formate (ODT, DOC, RTF, EPUB, MHT, HTML, HTM, ODS, XLS, CSV, ODP, PPT, DOTX, XLTX, POTX, OTT, OTS, OTP und PDF-A) werden beim Öffnen der Datei konvertiert.
Die Funktionalität der Suite kann mit Zusatzmodulen erweitert werden. Benutzer können aus der vorhandenen Liste von Plugins wählen oder eigene Anwendungen mit der bereitgestellten API erstellen. Die Editoren der Suite können in andere Web-Anwendungen integriert werden.
Im Jahr 2022 veröffentlichten die Entwickler des Projekts zusammen mit der Version 7.0 OnlyOffice Forms. Dies ist eine neue Funktionalität des Dokumenteditors zum Erstellen und Ausfüllen von Formularen (Dokumentvorlagen mit ausfüllbaren Feldern). Es wurden zwei neue Formate eingeführt: OFORM und DOCXF. Der Formulareditor ermöglicht auch den Export von Vorlagen als ausfüllbare PDFs.

## Integrationen von OnlyOffice Docs
OnlyOffice entwickelt in Zusammenarbeit mit anderen Open-Source-Projekten und Softwareunternehmen eine Reihe von Integrationen für OnlyOffice Docs.
| Integration       | Entwickler                               | API / WOPI Integration | Programmiersprachen                              | Lizenz        | Aktuelle Version | Features                       | Features       | Features | Features                       | Features                        |
| Integration       | Entwickler                               | API / WOPI Integration | Programmiersprachen                              | Lizenz        | Aktuelle Version | Formate zum Bearbeiten         | Zusammenarbeit | JWT      | Integrierte mobile Integration | Integrierte Desktop-Integration |
| Alfresco          | Ascensio System SIA                      | + / -                  | Java, JavaScript, FreeMarker                     | GNU AGPL v3.0 | 5.1.1            | u. a. OOXML, ODF, DOCXF, OFORM | +              | +        |                                | -                               |
| Chamilo           | Ascensio System SIA                      | + / -                  | PHP                                              | Apache 2.0    | 1.2.0            | OOXML, DOCXF, OFORM            | +              | +        | -                              | -                               |
| Confluence        | Ascensio System SIA                      | + / -                  | Java, JavaScript, CSS, Closure Templates         | Apache 2.0    | 3.1.0            | u. a. OOXML, ODF, DOCXF, OFORM | +              | +        | -                              | -                               |
| HumHub            | Ascensio System SIA                      | + / -                  | PHP, JavaScript, Shell                           | GNU AGPL v3.0 | 2.4.0            | u. a. OOXML, ODF, DOCXF, OFORM | +              | +        | -                              | -                               |
| Jira              | Ascensio System SIA                      | + / -                  | Java, JavaScript, CSS                            | Apache 2.0    | 1.1.0            | OOXML, DOCXF, OFORM            | +              | -        | -                              | -                               |
| Liferay           | Ascensio System SIA / SMC TREVISO S.R.L. | + / -                  | Java                                             | Apache 2.0    | 2.1.0            | OOXML, DOCXF, OFORM            | +              | +        | -                              | +                               |
| Moodle            | Ascensio System SIA / Logic Expertise    | + / -                  | PHP, JavaScript, Moustache, CSS                  | Apache 2.0    | 2.1.0            | u. a. OOXML, ODF, DOCXF, OFORM | +              | -        | -                              | -                               |
| Nextcloud         | Ascensio System SIA                      | + / -                  | PHP, JavaScript, CSS, HTML                       | Apache 2.0    | 7.3.2            | u. a. OOXML, ODF, DOCXF, OFORM | +              | +        | +                              | +                               |
| Nuxeo             | Ascensio System SIA                      | + / -                  | Java, HTML, FreeMarker                           | Apache 2.0    | 2.0.0            | OOXML, DOCXF, OFORM            | +              | -        | -                              | -                               |
| ownCloud          | Ascensio System SIA                      | + / -                  | JavaScript, PHP                                  | Apache 2.0    | 7.3.3            | u. a. OOXML, ODF, DOCXF, OFORM | +              | +        | +                              | +                               |
| Plone             | Ascensio System SIA                      | + / -                  | Python, Robot Framework, CSS, Shell              | Apache 2.0    | 2.1.1            | OOXML, DOCXF, OFORM            | +              | +        | -                              | -                               |
| Redmine           | Ascensio System SIA                      | + / -                  | Ruby, HTML, JavaScript, CSS                      | Apache 2.0    | 1.1.0            | OOXML, DOCXF, OFORM            | +              | -        | -                              | -                               |
| SharePoint        | Ascensio System SIA                      | + / +                  | C#, ASP.NET, PowerShell, CSS, Gherken, Batchfile | GNU AGPL v3.0 | 2.1              | OOXML                          | +              | -        | -                              | -                               |
| agorum            | agorum Software GmbH                     | + / -                  |                                                  |               |                  | u. a. OOXML, ODF, DOCXF, OFORM | +              |          | -                              | -                               |
| CommuniGate       | CommuniGate Systems                      | + / -                  |                                                  |               |                  | OOXML                          | -              |          | -                              | -                               |
| enaio             | ECMind GmbH                              | + / -                  |                                                  | Proprietär    |                  |                                | +              |          | -                              | -                               |
| eXo Platform      | eXo                                      | + / -                  | Java, JavaScript, CSS                            | GNU AGPL v3.0 | 2.3.0            | OOXML                          | +              | +        | -                              | -                               |
| Jalios            | Jalios                                   | + / -                  |                                                  | Proprietär    | 1.3.1            | DOC, XLS, PPT                  | +              |          | -                              | -                               |
| Maarch Courrier   | Maarch                                   | + / -                  |                                                  |               |                  |                                |                |          | -                              | -                               |
| OpenOLAT          | frentix GmbH                             | + / -                  |                                                  |               |                  |                                | +              |          | -                              | -                               |
| Pintexx Workplace | Pintexx GmbH                             | + / -                  |                                                  | Proprietär    |                  |                                |                |          | -                              | -                               |
| PowerFolder       | PowerFolder                              | + / -                  |                                                  | Proprietär    |                  |                                |                |          | -                              | -                               |
| Pydio             | Pydio                                    | + / -                  |                                                  | Proprietär    |                  | u. a. OOXML, ODF, DOCXF, OFORM | +              |          | -                              | Quasaro-App-Unterstützung       |
| Quasaro           | StieCon IT-Consulting GmbH               | + / -                  | TypeScript, PHP                                  | Proprietär    |                  | OOXML, DOCXF, OFORM            | +              | -        | -                              | -                               |
| Seafile           | Seafile Ltd                              | + / -                  |                                                  |               |                  |                                | +              | +        | -                              | +                               |
| Talkspirit        | Talkspirit                               | + / -                  |                                                  |               |                  |                                | +              |          | -                              | -                               |
| WebWeaver         | DigiOnline GmbH                          | + / -                  |                                                  |               |                  | u. a. OOXML, ODF, DOCXF, OFORM | +              |          | -                              | -                               |
| WeDoc             | Jamespot                                 | + / -                  |                                                  | Proprietär    |                  |                                | +              |          | -                              | -                               |
| XWiki             | XWiki SAS                                | + / -                  | JavaScript                                       | LGPL 2.1      |                  | OOXML                          | +              | -        | -                              | -                               |
| FileCloud         | CodeLathe Technologies Inc               | - / +                  |                                                  | Proprietär    |                  | OOXML                          | +              |          | -                              | -                               |
| OpenKM            | Open Document Management System S.L.     | - / +                  |                                                  | GPL v2        |                  | OOXML                          | +              |          | -                              | -                               |

## Desktop und mobile Apps
Die Desktop-Office-Suite ist eine Offline-Version der OnlyOffice Editing-Suite. Die Desktop-Anwendung unterstützt Funktionen zur gemeinsamen Bearbeitung, wenn man ans OnlyOffice-Portal, Nextcloud, ownCloud Seafile, kDrive oder Liferay angeschlossen ist.
Die Suite ist eine plattformübergreifende Lösung, die für Windows 10, 8.1, 8, 7, XP, 2003, Vista (sowohl 32-bit als auch 64-bit), Debian, Ubuntu und Derivate, RPM-basierte Linux-Distributionen, Mac OS 10.10 oder höher erhältlich ist (darunter auch auf Apple Silicon basierte Computer). Es gibt auch eine portable Version. OnlyOffice Desktop Editors kann man als Flatpak, Snap-Paket und AppImage installieren.
Die Editoren der Desktop-Office-Suite sind mit den Formaten MS Office (OOXML) und OpenDocument (ODF) kompatibel und unterstützen DOC, DOCX, ODT, RTF, TXT, PDF, HTML, EPUB, XPS, DjVu, XLS, XLSX, ODS, CSV, PPT, PPTX, ODP, DOTX, XLTX, POTX, OTT, OTS, OTP und PDF-A. Genau wie in der Online Editing-Suite kann das grundlegende Toolset von OnlyOffice-Desktop-Editoren mit Hilfe von Plugins erweitert werden.
OnlyOffice ist auch als mobile App für iOS und Android als Onlyoffice Docs erhältlich.

## Nextcloud/ownCloud-Integration
Im Februar 2017 hat OnlyOffice die Integration-App für Nextcloud und ownCloud veröffentlicht. Sie ermöglicht Online-Bearbeitung von Office-Dokumenten (Textdokumenten, Tabellenkalkulationen und Präsentationen) innerhalb der Interfaces von Nextcloud und ownCloud. Die Desktop-Suite kann auch mit diesen Plattformen verbunden werden, wenn OnlyOffice integriert ist. Durch die Integration in einen dieser Dienste können ONLYOFFICE-Editoren als Komponente für Univention Corporate Server installiert werden.
Ähnliche Anwendungen wurden für SharePoint, Confluence und Alfresco entwickelt.
Die Anwendung steht unter der AGPL-Lizenz wie andere Client/Server-Lösungen von OnlyOffice und ist auf GitHub verfügbar.

## Geschichte
- Im Jahr 2009 starteten die Software-Entwickler von Ascensio System SIA unter der Leitung von Lev Bannov ein Projekt mit dem Ziel, eine Plattform für die gemeinsame Bearbeitung von Dokumenten zu entwickeln.[37]
- Im März 2012 stellte Ascensio mit Teamlab Office den ersten HTML5 basierten, auf einem Server laufenden Dokumenten-Editor auf der Cebit vor.[18]
- Im Juli 2014 wurde TeamLab Office in OnlyOffice umbenannt. Der Quellcode des Produkts wurde auf Sourceforge und Github unter AGPLv3 veröffentlicht.[38]
- Im März 2016 erschien die Desktop-Anwendung – OnlyOffice Desktop-Suite für PC oder Mac, die als kostenlose Alternative zu Microsoft Office beworben wurde.
- Im Februar 2018 wurde die OnlyOffice Desktop-Suite als Snap-Paket verfügbar gemacht.[39]
- Seit Oktober 2020 bietet Ascensio ihr Produkt in der Version 6.0 in drei Ausbaustufen an: OnlyOffice Docs – die auf einem Server beim Kunden laufenden Editoren zur Bearbeitung von Dokumenten, OnlyOffice Groups – zusätzlich zu den Editoren eine Sammlung von auf einem Server beim Kunden laufenden IT-Anwendungen für die Führung von kleinen Unternehmen mit E-Mail-Server, Kalender, Kundenpflege und Projektmanagement. Und als dritte Stufe OnlyOffice Workspace, bei dem die IT-Anwendungen in einer von Ascensio System SIA betriebenen Cloud laufen.
- Ende Januar 2023 wurde Version 7.3 veröffentlicht. Es enthält eine Reihe von neuen Funktionen bei u. a. Formularen, Dokumentenschutz, Unicode und LaTeX-Gleichungen sowie Verbesserungen und Fehlerkorrekturen.[40]
- Am 6. November 2019 wurde bekannt, dass mit Rk-Technology eine russische Firma 75 % oder mehr der Anteile an Ascensio System Limited hält.[41]